# Morrión (botella)

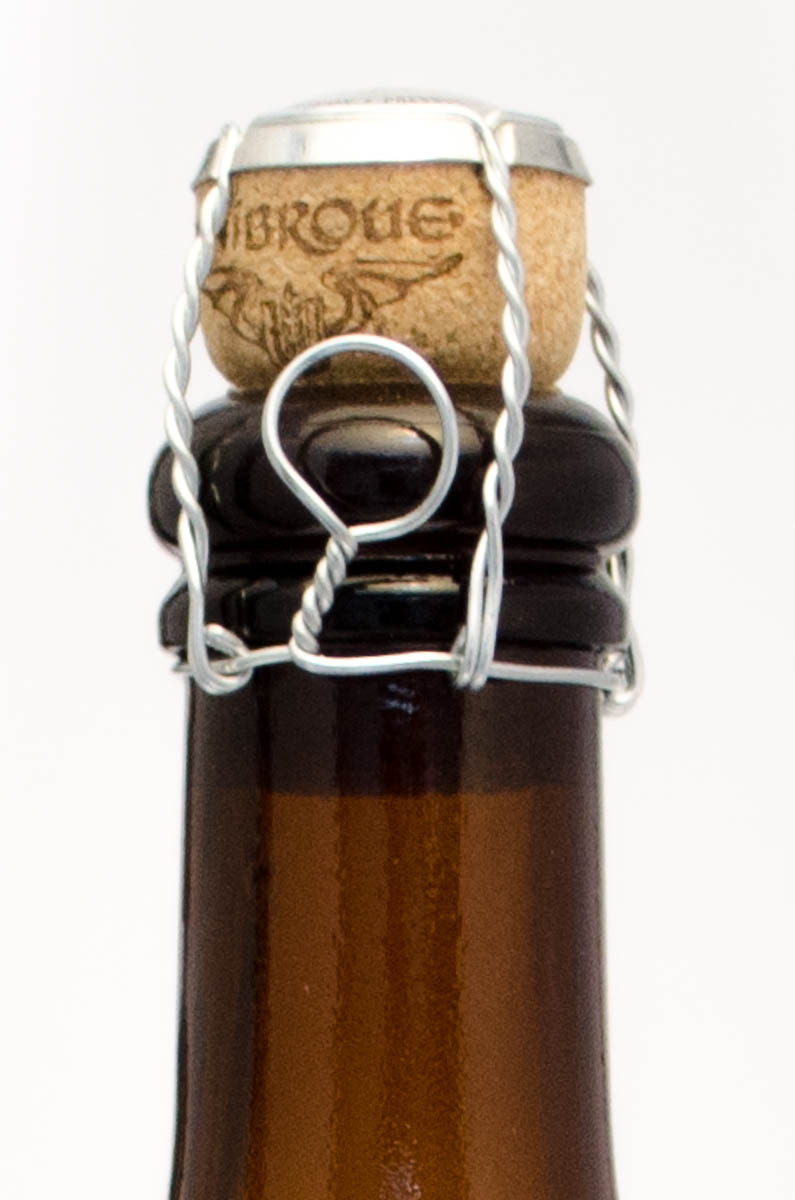
Cierre de corcho y morrión en el pico de una botella de cerveza Unibroue, cerrada.

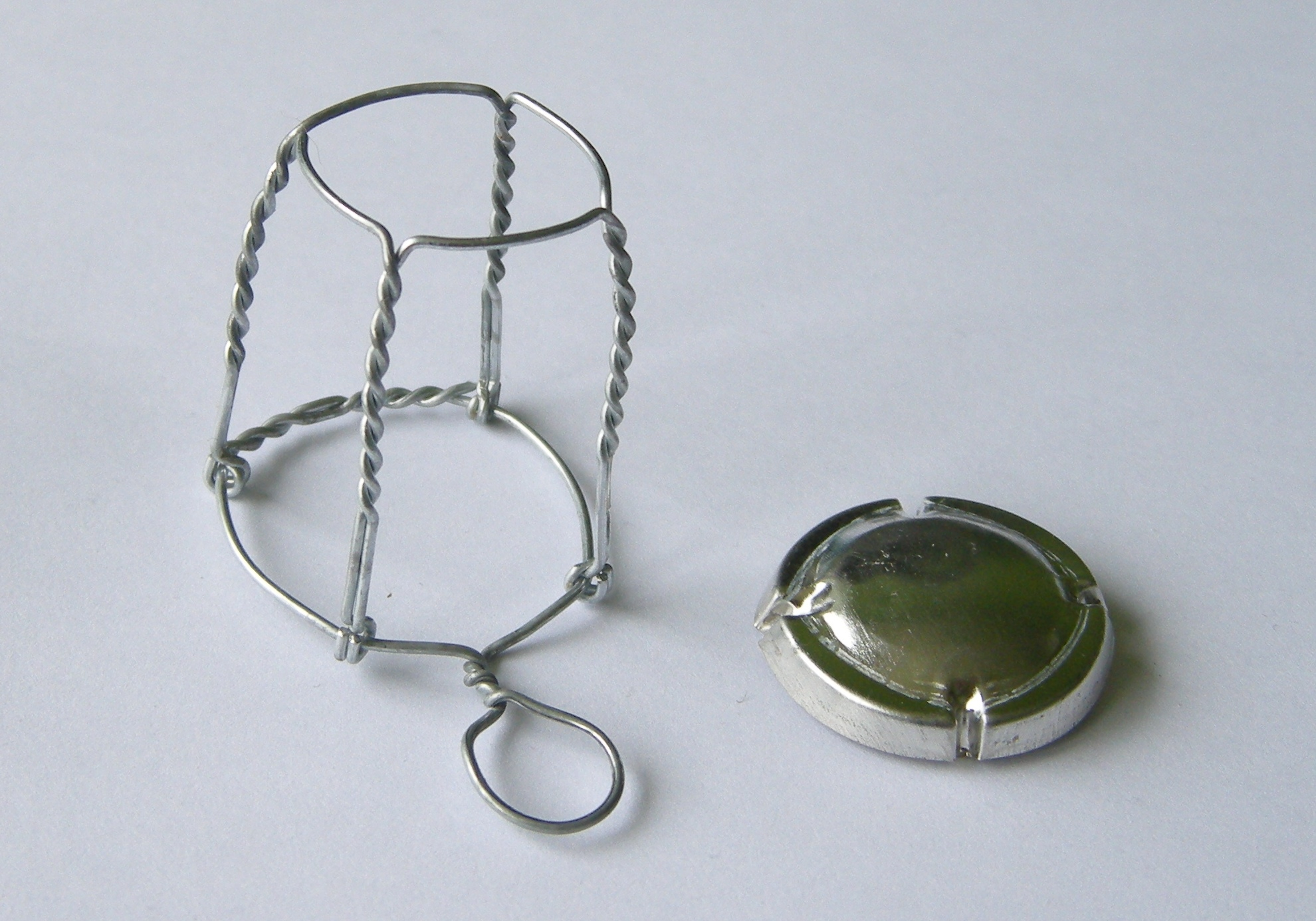
Un morrión abierto con tapa.

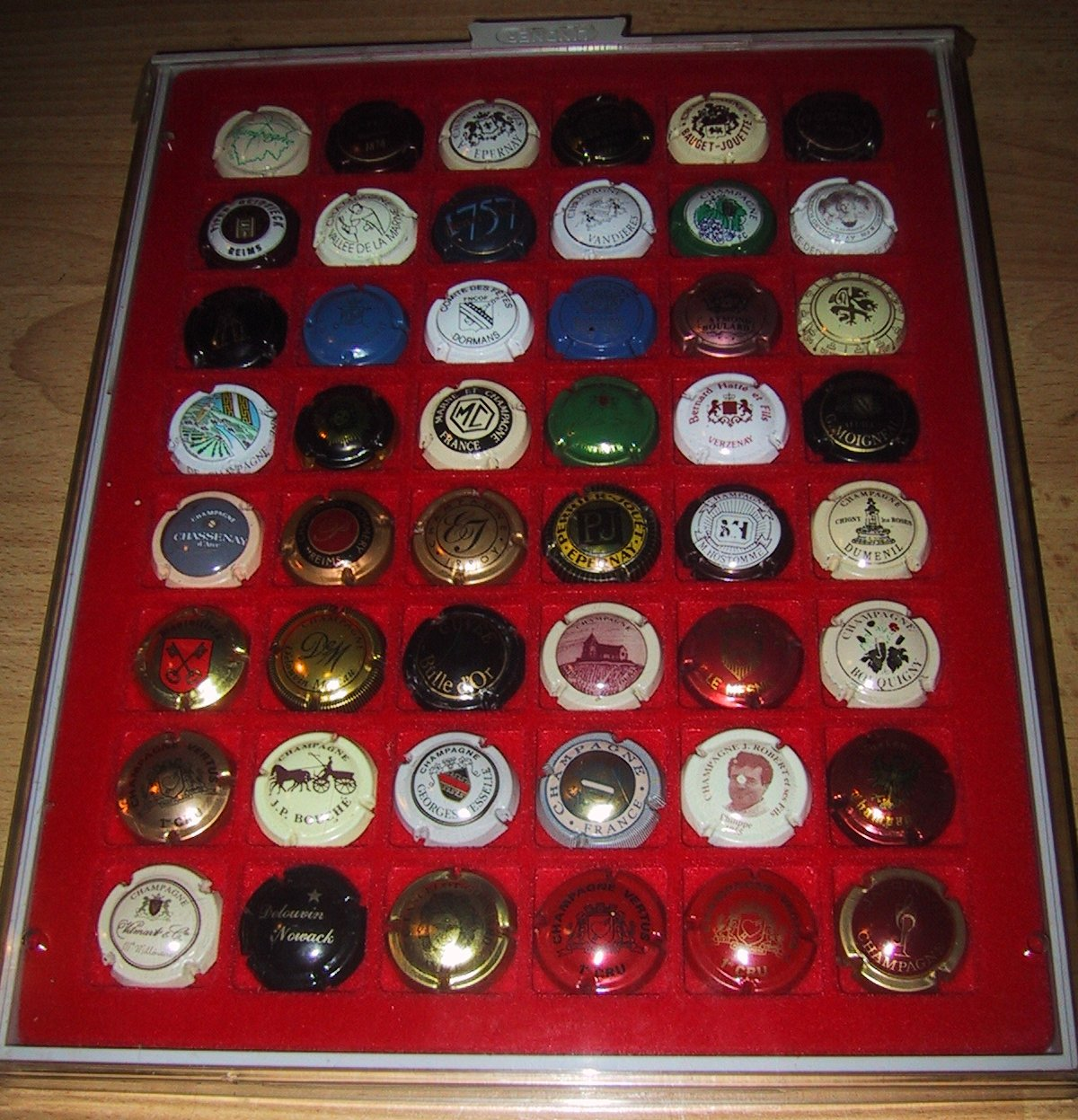
Colección de tapas y morriones de champagne.

Un morrión o agrafe  es la jaula de alambre que se calza sobre el corcho de una botella de champagne, vino espumante o cerveza para evitar que el corcho sea desplazado por la presión interna producto del contenido carbonatado que aloja la botella. A menudo el morrión posee una tapa de metal incorporada en la que a veces se estampa el logotipo del fabricante de la bebida. Por lo general los morriones son recubiertos con un papel metálico.

## Historia
Antiguamente cuando se producía champagne la presión del vino espumante era mantenida mediante tapones de madera sellados con una tela impregnada en aceite y cera. Este método no era muy confiable ya que las botellas perdían o el tapón era expulsado, por lo que se comenzó a utilizar cordel para fijar el tapón. En 1844 Adolphe Jaqueson inventó el método de la jaula de alambre, sin embargo no era fácil colocar los morriones y tampoco era simple quitarlos. Desarrollos posteriores condujeron al diseño del morrión contemporáneo de alambre de acero retorcido para agregarle mayor resistencia y una pequeña oreja de alambre retorcido en el anillo inferior que puede ser abierta para liberar la presión del morrión y poder quitar el corcho.

## Morriones modernos
Tradicionalmente, todos los morriones requieren de seis medias vueltas para abrirlos.
Los morriones son fabricados por máquinas en grandes cantidades.